# Georges Durand
Pour les articles homonymes, voir Georges Durand (homonymie) et Durand.
Georges Durand, né le 2 mars 1943 à Bourg-de-Péage (Drôme), est un homme politique français.

## Détail des fonctions et des mandats
Mandats parlementaires
- 12 juin 1988 - 1er avril 1993 : Député de la 4e circonscription de la Drôme
- 28 mars 1993 - 21 avril 1997 : Député de la 4e circonscription de la Drôme